# Rothes
Rothes je skotská vesnice v hrabství Morayshire. Leží jižně od města Elginu na břehu řeky Spey. Vesnice má asi 1209 (2001) obyvatel. Na jih od vesnice leží Rothes Castle, hrad ze 13. století. Vesnice je jedním z nejdůležitějších středisek výroby whisky na světě. V samotném centru stojí čtyři palírny whisky (Speyburn, Glen Grant, Caperdonich, Glenrothes, Glen Spey). Ve vesnici též sídlí přední světový výrobce měděných destilačních zařízení Forsyth´s.